# Haarlemmerbuurt
Haarlemmerbuurt è un quartiere dello stadsdeel di Amsterdam-Centrum, nella città di Amsterdam.
Nel quartiere è presente una vecchia porta, l'Haarlemmerpoort, nel nord del quartiere, che faceva da confine cittadino.

## Galleria d'immagini

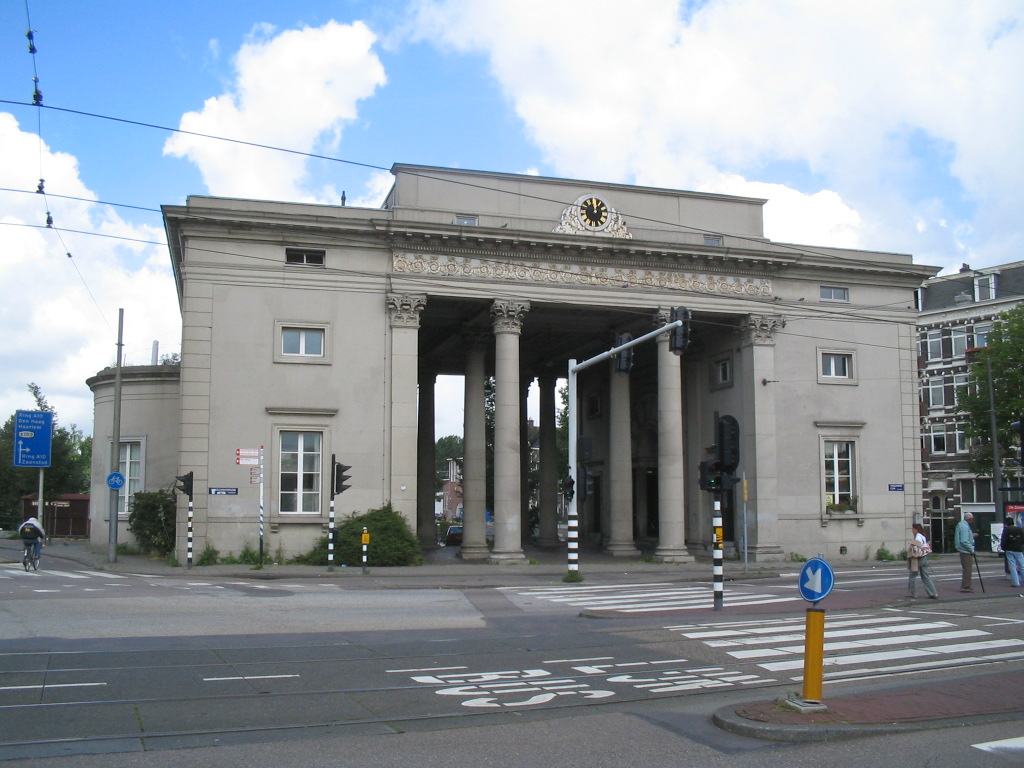
L'Haarlemmerpoort
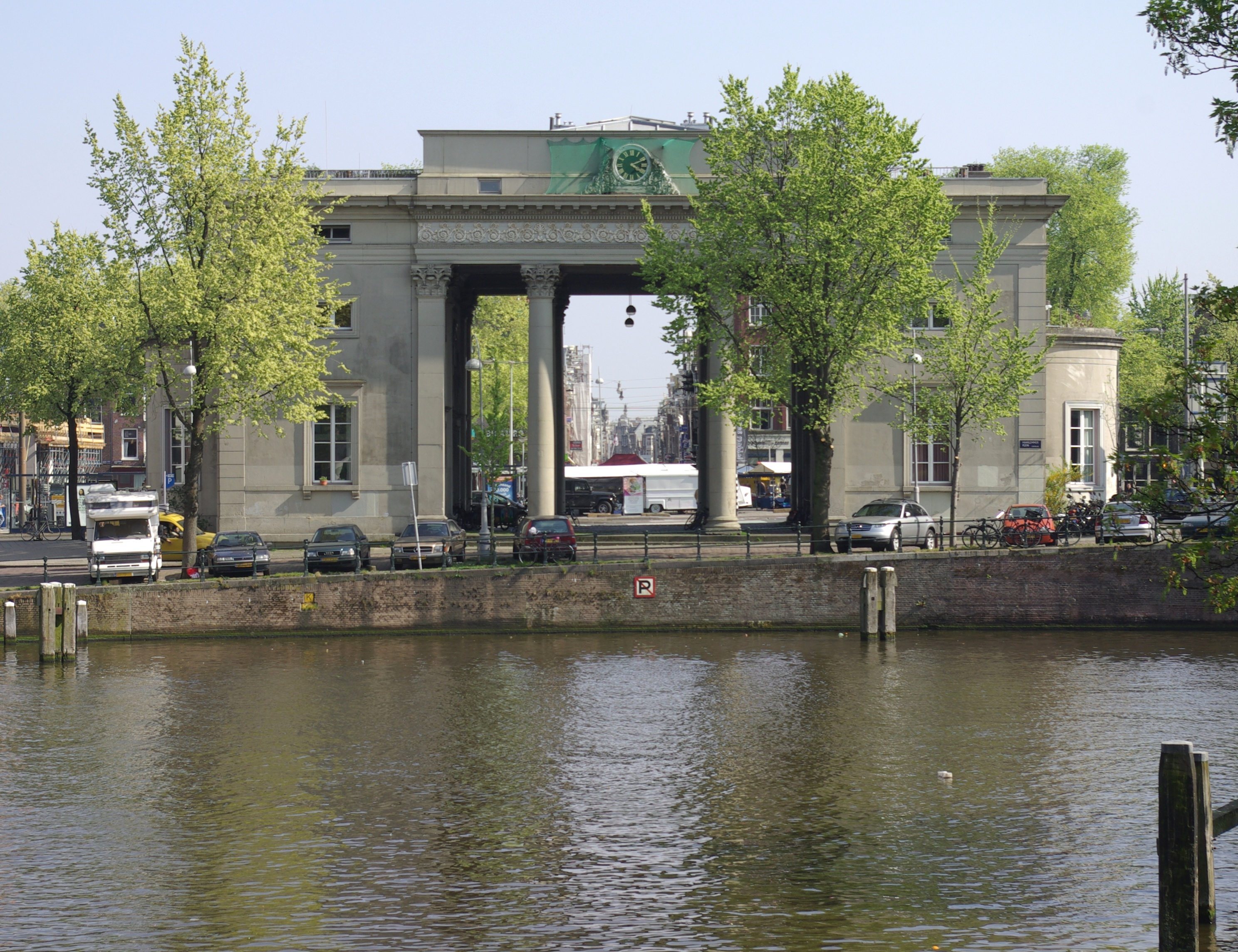
Altra visuale dell'Haarlemmerpoort